# 230'erne f.Kr.
Århundreder: 4. århundrede f.Kr. – 3. århundrede f.Kr. – 2. århundrede f.Kr.
Årtier: 280'erne f.Kr. 270'erne f.Kr. 260'erne f.Kr. 250'erne f.Kr. 240'erne f.Kr. – 230'erne f.Kr. – 220'erne f.Kr. 210'erne f.Kr. 200'erne f.Kr. 190'erne f.Kr. 180'erne f.Kr.
År: 239 f.Kr. 238 f.Kr. 237 f.Kr. 236 f.Kr. 235 f.Kr. 234 f.Kr. 233 f.Kr. 232 f.Kr. 231 f.Kr. 230 f.Kr.